# Aphrosaurus
Aphrosaurus (nghĩa là "thằn lằn bọt biển") là một chi thằn lằn cổ rắn (Plesiosauria) đã tuyệt chủng từ Đại Trung Sinh. Loài điển hình là Aphrosaurus furlongi, được Welles đặt tên năm 1943. Aphrosaurus furlongi được chủ trại chăn nuôi là Frank C. Piava phát hiện trên Hills Panoche ở quận Fresno, California vào năm 1939 và mang tên một phụ tá thực địa kiêm người chuẩn bị mẫu vật ở Đại học California Berkeley là Eustace Furlong.